# Segunda Guerra Anglo-Birmanesa
A Segunda Guerra Anglo-Birmanesa (5 de abril de 1852 - 20 de dezembro de 1852) foi a segunda das três guerras travadas entre os birmaneses e o Império Britânico no século XIX, com o resultado da extinção gradual da soberania e independência birmanesa. Os ingleses citam esse conflito simplesmente como Segunda Guerra Birmanesa.

## Antecedentes
Em 1852, o Comodoro George Lambert foi enviado à Birmânia pelo Lorde Dalhousie para resolver vários pequenos problemas relacionados com o Tratado de Yandabo entre os dois países. Lambert, era descrito por Dalhousie, em uma carta particular, como o "Comodoro explosivo", Os birmaneses imediatamente fizeram concessões, incluindo a remoção de um governador que os britânicos diziam ser a casus belli  para o inicio do conflito. O conflito foi iniciado por um confronto naval, em circunstâncias extremamente questionáveis, pelo bloqueio do porto de Rangum e a apreensão do navio real do rei de Ava.
A Segunda Guerra Anglo-Birmanesa terminou com a anexação britânica da província do Pegu, renomeando-a de Baixa Birmânia (Lower Burma).
A natureza da disputa foi mal apresentada ao Parlamento, e este colaborou em "suprimir" ao publico as reais causas do conflito. Mas a maioria dos fatos foram estabelecidos pela leitura de um panfleto originalmente anônimo, How Wars are Got Up In India, escrito por Richard Cobden e que permanece quase como a única evidência contemporânea a respeito de quem realmente tomou a decisão de invadir e anexar parte da atual Birmânia.
Richard Cobden fez um duro ataque a Dalhousie por despachar um almirante para negociar (diplomacia das canhoneiras) e por aumentar de 100 vezes a demanda inicial de compensação de £ 1000 para a quantia de £ 100.000. Ele também criticou Dalhousie pela escolha de Lambert sobre o Coronel Archibald Bogle, o comissário britânico de Tenasserim, que era muito mais experiente em assuntos sociais e diplomáticos birmaneses. Dalhousie negou que Lambert foi a causa do conflito.

## Guerra
O primeiro grande evento da guerra anglo-birmanesa foi iniciado pelos britânicos em 5 de abril de 1852, quando eles tomaram o porto de Martaban. Rangoon foi ocupada no dia 12 e o Pagode Shwedagon no dia 14 depois de intensos combates, logo apos o exército birmanês recuou para o norte. Bassein foi tomada em 19 de maio, e Pegu foi capturada em 3 de junho depois grandes combates em torno do Pagode Shwemawdaw.
Durante a estação das chuvas, o tribunal de administração da Companhia Britânica das Índias Orientais e o governo britânico aprovaram à anexação da porção inferior do vale do rio Irrawaddy, incluindo Prome, que foi tomada na última parte da guerra. Após os combates, as tropas britânicas saquearam os pagodes de seu ouro, prata e preciosas estátuas de Buda.
Lord Dalhousie visitou Rangoon em julho e agosto, e discutiu toda a situação com as autoridades civis, militares e navais. Ele decidiu que  ditar termos ao Tribunal de Ava, marchando para a capital não era como a guerra deveria ser conduzida, a não ser que a completa anexação do reino fosse o objetivo, e isso foi considerado inatingível tanto em termos militares e econômicos para o momento.
O Major-General Godwin que se ressentia amargamente em ter que lidar com a marinha sob o comando do Lambert, um simples comodoro, ocupou Prome em 9 de outubro encontrando apenas ligeira resistência das forças birmanesa sob o comando de Lorde Dabayin (filho do general Maha Bandula, que tinha sido morto na Primeira Guerra Anglo-Birmanesa). No início de dezembro Lorde Dalhousie informou ao rei de Ava que a província de Pegu passaria a fazer parte dos domínios britânicos.

## O pós-guerra
A proclamação de anexação foi emitida em 20 de janeiro de 1853, e, assim, a Segunda Guerra Birmanesa chegou ao fim sem qualquer tratado ser assinado.
A guerra resultou em uma revolução em Amarapura, embora fosse então ainda chamado Tribunal de Ava, com  o rei Pagan Min (1846-1852) sendo destronado por seu meio-irmão Mindon Min (1853-1878). Mindon imediatamente buscou um acordo de paz, mas os dois padres italianos que ele enviou para negociar, encontraram os britânicos 50 milhas mais ao norte, em Myedè, em um área de florestas de Tectona ("Teak Ningyan") já demarcadas como seu território e apresentado como um fato consumado.
Mesmo sem nenhum tratado assinado, o comércio entre a Birmânia Britânica e o Reino de Ava foi retomado até que as novas hostilidades irrompessem em 1885.

## Ligações Externas
- Este artigo incorpora texto  (em inglês) da Encyclopædia Britannica (11.ª edição), publicação em domínio público.

- Stephen Luscombe (photos) Burma: The Second War
- George Dibley The Burma War of 1851